# (77318) Danieltsui
(77318) Danieltsui est un astéroïde de la ceinture principale.

## Description
(77318) Danieltsui est un astéroïde de la ceinture principale. Il fut découvert le 27 mars 2001 à l'observatoire Desert Beaver par William Kwong Yu Yeung. Il présente une orbite caractérisée par un demi-grand axe de 2,30 UA, une excentricité de 0,09 et une inclinaison de 5,2° par rapport à l'écliptique.

## Compléments